# Pacific National

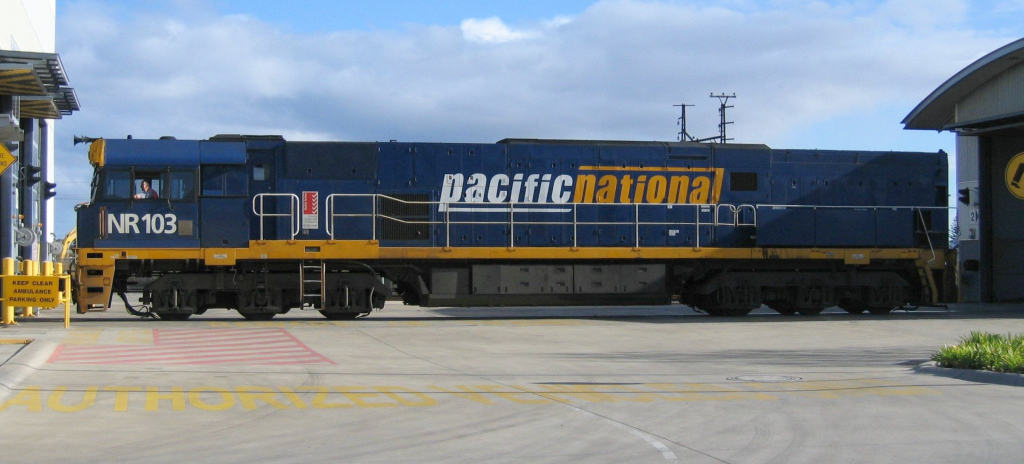
Lokomotive der Baureihe NR in den Farben der Pacific

Pacific National ist eines der bedeutendsten Eisenbahnverkehrsunternehmen im Güterverkehr in Australien. Seit 2016 gehört Pacific National einem Konsortium aus Global Infrastructure Partners (GIP), Canada Pension Plan Investment Board (CPPIB), China Investment Corporation (CIC) and British Columbia Investment Management Corporation (BCIMC).

## Vorgeschichte
Im Zuge der Eisenbahnprivatisierung seit den 1990er Jahren wurde von der Staatsbahn Australian National, die dem Australischen Bund gehörte, 2002 auch deren Güterverkehrssparte verkauft. Diese war seit 1992 als National Rail Corporation (NR) selbständig organisiert. Zuvor war sie 2001 noch mit der Güterverkehrssparte der State Rail Authority of New South Wales, der Staatsbahn von New South Wales, fusioniert worden. Käufer der National Rail Corporation war das Konsortium aus Toll Holdings und Patrick Corporation. Das neue Unternehmen erhielt den Namen Pacific National.

## Geschichte
2006 unternahm die Muttergesellschaft Toll Holdings eine erfolgreiche feindliche Übernahme der Patrick Corporation, die unter anderem zum Ergebnis hatte, dass Pacific National sich nun zu 100 % im Eigentum von Toll Holdings befand. Toll Holdings wurde daraufhin 2007 in zwei eigenständige Unternehmen, Toll Holdings und Asciano Limited umstrukturiert. Dabei fiel Pacific National insgesamt an Asciano Limited. Entstanden ist das Unternehmen aus einem Joint Venture der Patrick Corporation und von Toll Holdings. Nach einer Umstrukturierung der Toll Holdings gehörte es zu 100 % Asciano Limited. Seit 2016 gehört Pacific National einem Konsortium aus Global Infrastructure Partners (GIP), Canada Pension Plan Investment Board (CPPIB), China Investment Corporation (CIC) and British Columbia Investment Management Corporation (BCIMC).

### Breit- und normalspuriger Verkehr

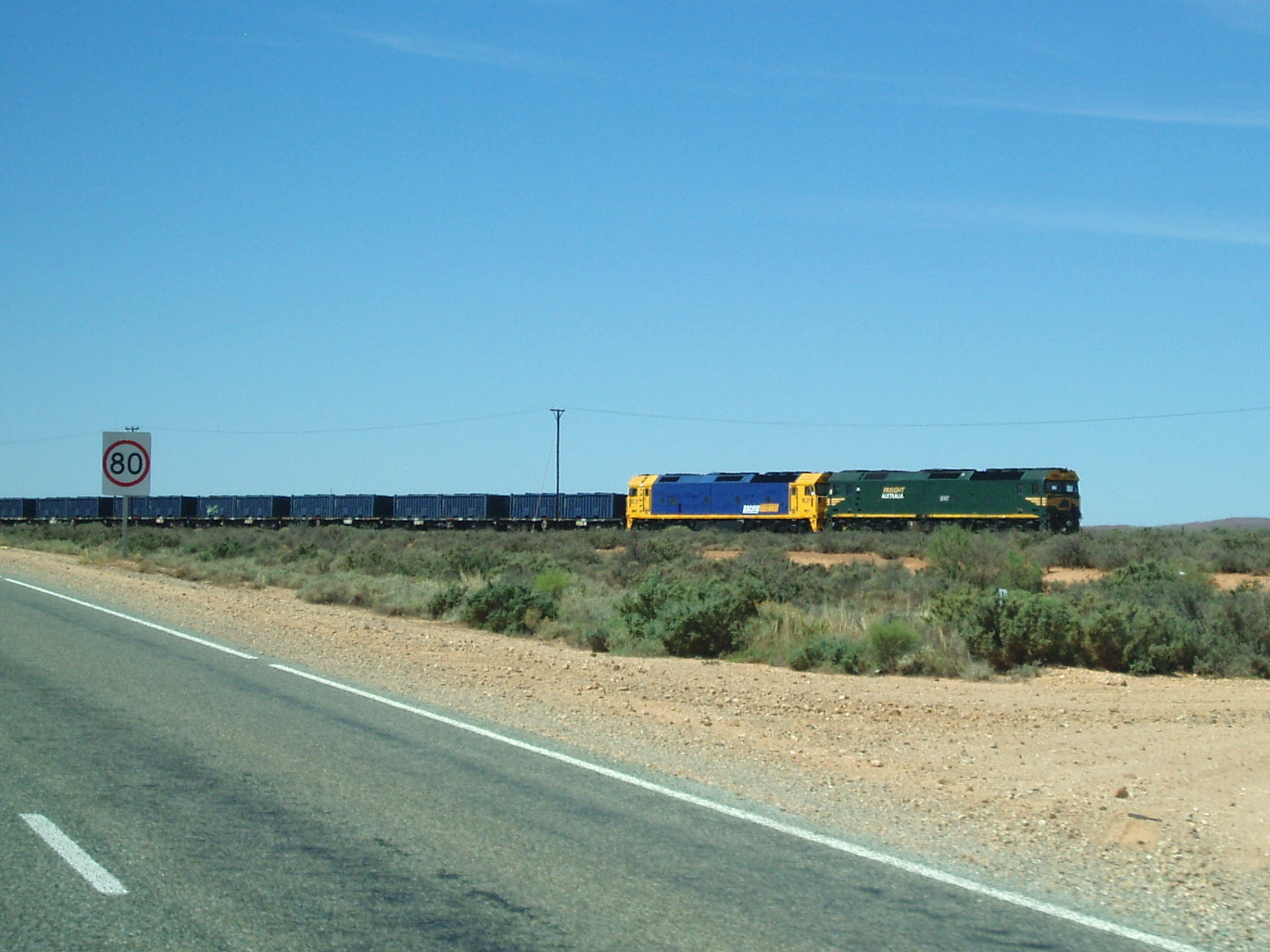
Ganzzug mit Stahl

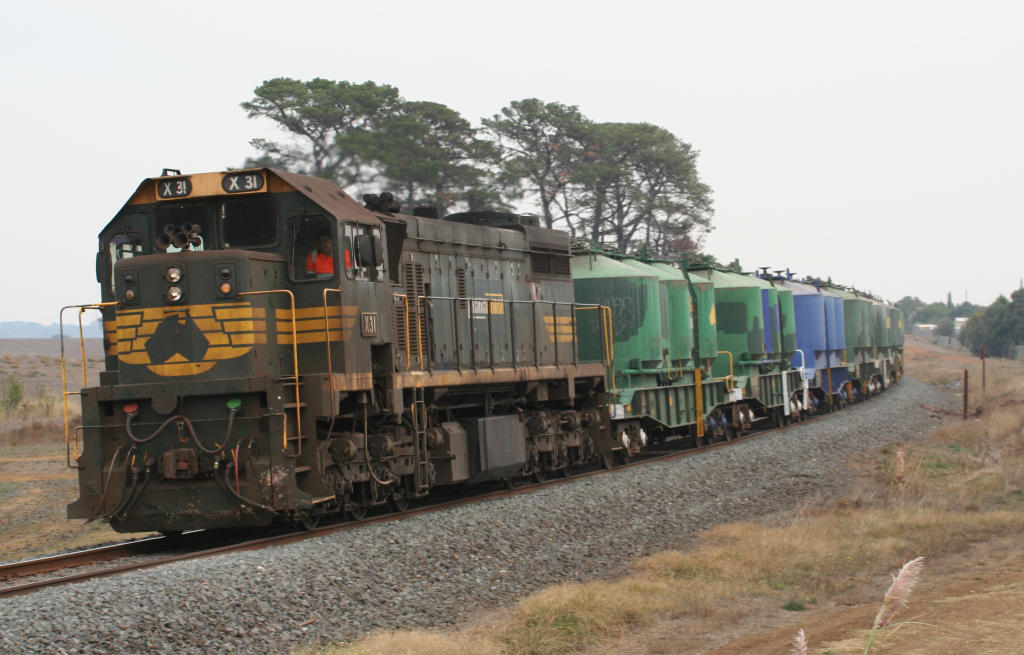
Ganzzug mit Zement

2004 kaufte Pacific National die Firma Freight Australia, die den Güterverkehr der Eisenbahn in Victoria durchführte und der darüber hinaus auch ein erheblicher Teil des Streckennetzes in Victoria gehörte. Pacific National wurde so auch Eisenbahninfrastrukturunternehmer. Die australische Kartellbehörde versah den Kauf deshalb mit Auflagen, um den Wettbewerb und die Wettbewerbsfähigkeit anderer Anbieter im Eisenbahngüterverkehr sicherzustellen. Dazu zählte, dass Pacific National für den Konkurrenten Specialised Container Transport Lokomotiven, Güterwagen und Trassen im Verkehr über die Transaustralische Eisenbahn bereitstellen muss.

### Schmalspuriger Verkehr
2004 kaufte Pacific National das Australian Transport Network, das unter anderem auch die Eisenbahn in Tasmanien betrieb.
2005 wurde als Tochterfirma Pacific National Queensland gegründet, um das Geschäft auch auf das kapspurige Netz der Eisenbahn in Queensland ausdehnen zu können. Dieses wurde mit Container-Zügen zwischen Brisbane und Cairns aufgenommen. 2009 erweiterte Pacific National Queensland ihr Geschäftsfeld in Queensland, indem sie auch Kohletransporte von den Bergwerken im Inland an die Häfen an der Küste übernahm, ein Geschäftsfeld, das bisher nahezu ausschließlich in den Händen von Queensland Rail gelegen hatte.

### Rückgaben in Staatshand
Im November 2006 vereinbarten Pacific National und die Regierung von Victoria die Rückgabe der Eisenbahninfrastruktur in diesem Bundesstaat für knapp 134 Mio. A$, da sich das Streckennetz offensichtlich nicht kostendeckend betreiben ließ. Ein Jahr später kündigte Pacific National an, den Getreideverkehr und andere Angebote weitgehend einzustellen.
2005 verlangte Pacific National von den Regierungen des Australischen Bundes und Tasmaniens eine Zuwendung in Höhe von 100 Mio. A$, andernfalls der Eisenbahnverkehr in Tasmanien eingestellt werde. Das Streckennetz Tasmaniens war zu diesem Zeitpunkt von Pacific National gepachtet. Daraufhin wurde von den Regierungen ein Rettungspaket im Umfang von 120 Mio. A$ zusammengestellt, das unter anderem auch die Rückübertragung der Verantwortung für die Eisenbahninfrastruktur auf den tasmanischen Staat beinhaltete. Pacific National ist seitdem nur noch Eisenbahnverkehrsunternehmer auf diesem Netz.

### Geschäftsbetrieb

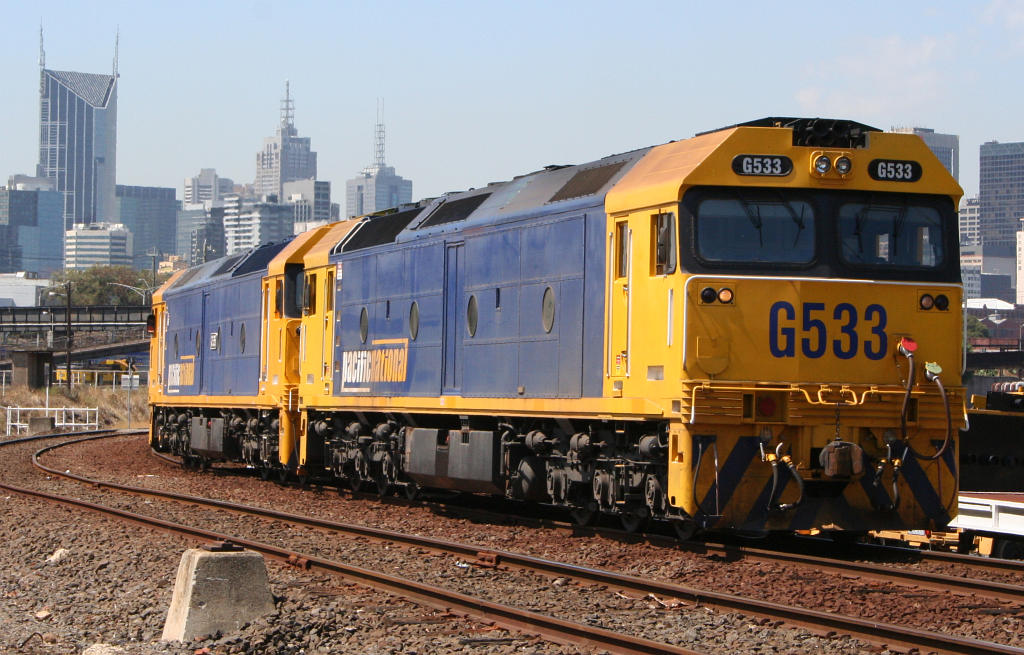
Lokomotiven der Baureihe G in Melbourne

Pacific National betreibt Eisenbahnverkehr in allen australischen Staaten und dem Northern Territory. Zu ihrem Bestand gehören 1.000 Lokomotiven und 10.200 Güterwagen, die in mehr als 100 Bahnhöfen beheimatet sind. Pacific National bietet Verkehr für Massengüter, Container und Spezialdienstleistungen an, wie etwa Lokomotivleistungen für den Personenfernverkehr.
Pacific National ist in fünf eigenständigen Firmen organisiert, was buchhalterische Gründe hat.